# Abrantes (Madrid)
Abrantes és un barri del sud-oest de Madrid al districte de Carabanchel, amb 30.857 habitants (Padró Municipal, 2007). El seu nom coincideix amb la via principal del barri, l'Avinguda d'Abrantes.
El barri d'Abrantes limita al nord en l'Avinguda d'Oporto amb Opañel, al sud en l'Avinguda de los Poblados amb Buenavista, a l'oest en el Camino Viejo de Leganés amb Puerta Bonita i a l'est en la Carretera de Toledo amb Zofío (Usera).

## Barriades
Pan Bendito és una barriada humil de Carabanchel també conegut com a PanBen. Limita al nord amb el carrer Carcastillo (amb la tàpia de la finca de Vistalegre, "el mur de Berlín de Carabanchel"), al sud amb la Via Lusitana, a l'Oest amb el carrer Belzunegi i a l'est amb el final del camí Vell de Leganes. El carrer Besolla travessa aquest barri.

## Transports

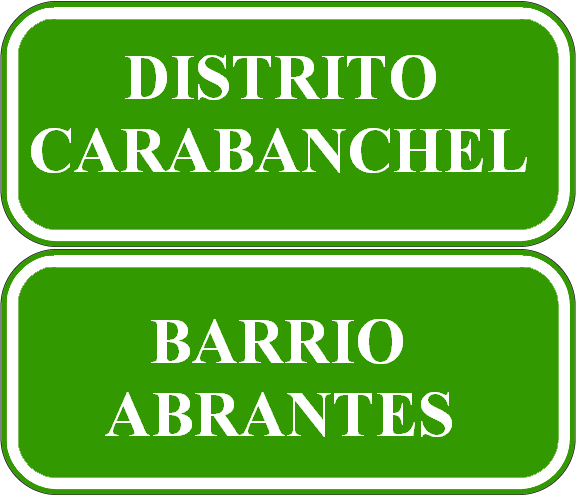
Abrantes és un barri de Carabanchel

Abrantes és un dels barris millors comunicats de Carabanchel:
- Metro

La línia  de metro el recorre amb les estacions de Plaza Elíptica, Abrantes i Pan Bendito, recentment aquesta línia ha estat ampliada fins al Pau de Carabanchel. La línia 11, ampliada fins a la Fortuna (Leganés) i al nord fins a Atocha o fins i tot Chamartín. La línia 6 les estacions d'Opañel i Oporto.
| Línia Metro | Estacions a Abrantes, Carabanchel      |
| ----------- | -------------------------------------- |
| Línia 6     | Plaza Elíptica                         |
| Línia 11    | Plaza Elíptica, Abrantes, Pan Bendito, |

La forma més ràpida d'arribar al centre és amb metro, des de la parada de Porto amb prou feines s'hi triba 15 minuts, amb autobús 34 (Plaça Major),35 (Cibeles) es triga bastant més.
- Autobusos

Carabanchel té 2 intercanviadors d'autobusos, el d'Oporto, en superfície i el de Plaza Elíptica, subterrani recentment construït. D'ell surten nombrosos autobusos que connecten Madrid amb Leganés, Getafe i Parla. Aquest bescanviador, a més connectat amb les línies de metro 6 i 11.